# Merione
Merione (in greco antico: Μηριόνης?) è un personaggio della mitologia greca.

Figlio di Molo e di Melfi o Evippe, era un principe cretese. Secondo una delle interpretazioni il suo nome rimanderebbe alla tradizione iniziatica della pederastia cretese (Merione verrebbe pertanto qui inteso come un derivato di Meros-cosce, riferendosi al sesso intercrurale).

## Mitologia
Molo era nipote di Idomeneo. Come altri eroi della mitologia, Merione si riteneva un diretto discendente degli dei. Come il nipote di Deucalione (figlio di Minosse), Merione dipinse un gallo sul suo scudo, vantandosi di discendere da Helios e indossò un elmo adornato dalle zanne di un cinghiale. Merione possedeva l'elmo di Amintore, che lo rubò ad Autolico. Merione ereditò l'elmo da suo padre Molo e dopo lo diede a Odisseo. Pare fosse un ottimo ballerino.
Nipote di Idomeneo, re di Creta, partì con lo zio durante la guerra di Troia, come suo scudiero. Valoroso e impavido, combatté con coraggio sotto le mura della città. Si distinse in varie imprese come abile guerriero. Nella battaglia scatenatasi dopo il duello fra Paride e Menelao, uccise con un colpo di lancia il giovane troiano Fereclo, il quale aveva costruito la nave che portò Paride a Sparta.
Durante lo scontro presso le navi fu particolarmente valoroso, affrontò Deifobo in duello rimanendo però disarmato e fu costretto a chiedere aiuto allo zio. Difese quest'ultimo contro Enea, riuscendo perisino a ferire Deifobo (che venne salvato dal fratello Polite) e ad uccidere il giovane frigio Adamante con Arpalione, il figlio del re dei Paflagoni.
Nell'ambito dei giochi in onore di Patroclo, partecipò alla corsa di carri (arrivando quarto e ricevendo due talenti d'oro), al tiro con l'arco (che vinse, ricevendo dieci scuri a doppio taglio) e infine al lancio del giavellotto (che Achille stesso interruppe dando la vittoria ad Agamennone di certo superiore all'avversario). Leggende successive, parecchio aberranti, riferiscono che egli cadde per mano di Ettore, il quale lo decapitò mentre tentava di proteggere il corpo di Patroclo, e lasciò il busto in mostra ai compagni.
È dubbio il racconto del suo ritorno. Si rase al suolo Troia, vi fu appiccato fuoco e Merione fece vela per Creta e qui finì lietamente i suoi giorni con Idomeneo. Fu sepolto a Cnosso e gli si tributarono culti eroici. Oppure, salpò da Troia e approdò in Sicilia. Qui fu accolto dai coloni cretesi di Eraclea Minoa ed Engione e visse sino in tarda età, per poi essere a capo di un culto in età storica.

## Archeologia
Nella necropoli a nord di Cnosso, risalente all'inizio dell'età del ferro, è stata trovata una tomba (n. 201) che l'archeologo Catling collega a Merione. 
Si tratterebbe di un guerriero morto attorno al 1000 a.C. (e quindi ben dopo la guerra di Troia) che però fu seppellito con un arco, una faretra e numerose frecce (le parti in legno e cuoio sono, ovviamente, scomparse, ma non le decorazioni e le parti metalliche), un elmo con zanne di cinghiale (quasi sicuramente il più recente reperto di questo tipo), e una spada e un pugnale di ottima qualità (probabilmente di manifattura cipriota, in ferro con elementi decorativi in bronzo). Questo "signore della guerra" ha ricevuto (assieme alla persona seppellita nella tomba 186) una sepoltura decisamente principesca, forse la più ricca dei livelli post-micenei di Cnosso. 
L'archeologo Kotsonas, riesaminando il materiale raccolto da Catling, fa notare come arco ed elmo con zanne di cinghiale siano delle rarità nelle tombe aristocratiche dell'Egeo della prima età del ferro; ma sono anche le due armi più caratterizzanti dell'eroe Merione. Ha quindi ipotizzato che il defunto avesse deliberatamente o  vissuto o essersi fatto seppellire ispirandosi a Merione: in pratica si tratterebbe di una delle più antiche attestazioni, anche se ipotetiche, della figura mitologica di Merione in un contesto ellenico o protoellenico, precedente però alla composizione dell'Iliade omerica. Merione, dall'analisi testuale dell'Iliade, appare (come Aiace), un personaggio antichissimo inglobato nella narrazione omerica; quindi non è da escludersi che il personaggio che veniva celebrato in questa tomba non avesse, per i suoi contemporanei, alcun legame con il mito omerico e invece fosse riferito ad altri miti, magari specificatamente cretesi, che andarono perduti.

## Vittime
Nel corso dei combattimenti che miravano alla conquista di Troia, Merione abbatté sette guerrieri avversari, sul totale dei 362 troiani morti nel conflitto:
1. Fereclo, giovane architetto troiano, figlio di Tettone Armonide.
2. Adamante, guerriero frigio, figlio di Asio (il fratello di Ecuba).
3. Arpalione, figlio del re paflagone Pilemene.
4. Mori, guerriero frigio.
5. Ippotione, guerriero troiano.
6. Laogono, figlio di Onetore, guerriero troiano.
7. Acamante, figlio di Antenore, valoroso guerriero troiano.